# Élections législatives belges de 1968
Les élections législatives du 31 mars 1968 permirent de renouveler la Chambre des représentants de Belgique ainsi que le Sénat. Ces élections anticipées ont eu lieu à la suite de la chute du Gouvernement Vanden Boeynants I causée par la crise de Louvain.
L'affaire de Louvain a proposé l'implosion du PSC-CVP. Ses deux ailes linguistiques sont désormais séparées et présentent des listes distinctes. Paul Vanden Boeynants, le Premier ministre sortant, ne croyant pas en l'avenir d'un PSC séparé du CVP, tente de se rapprocher des libéraux et crée un cartel électoral avec eux. Certains démocrates chrétiens francophones sont également tentés par un rapprochement avec le PSB.
Les sociaux-chrétiens, les socialistes et les libéraux perdent tous les élections. La défaite du CVP est particulièrement lourde, beaucoup d'électeurs flamands privilégiant la Volksunie. Le cartel de Vanden Boeynants obtient cependant d'excellents scores.
La véritable nouveauté de ce scrutin est le résultat des partis communautaires : ceux-ci deviennent pour la première fois des acteurs centraux de la vie politique belge. La Volksunie bénéficie largement de la crise de Louvain au détriment du CVP. Les scores du FDF progressent également. Les régionalistes wallons font un excellent score au sein du tout nouveau Rassemblement wallon.

## Résultats

### Chambre des représentants
| Parti | Parti                   | Voix      | %     | Sièges | +/– |
| ----- | ----------------------- | --------- | ----- | ------ | --- |
|       | PSB-BSP                 | 1 449 172 | 27,10 | 59     | –5  |
|       | PSC-CVP                 | 1 407 502 | 31,75 | 69     | –8  |
|       | PLP-PVV                 | 1 080 894 | 20,87 | 47     | –1  |
|       | VU                      | 506 697   | 9,79  | 20     | +8  |
|       | PCB-KPB                 | 175 410   | 3,2   | 5      | –1  |
|       | FDF                     | 154 023   | 2,97  | 6      | +3  |
|       | RW                      | 151 421   | 2,92  | 6      | +4  |
|       | Cartel Vanden Boeynants | 236 283   | 4,56  | 0      |     |
|       | Autres partis           | 16 550    | 0,3   | 0      | 0   |
|       | Blancs et non valides   | 376 700   | –     | –      | –   |
| Total | Total                   | 5 554 652 | 100   | 212    | 0   |

Source : Nohlen & Stöver

### Sénat
| Parti | Parti                 | Voix      | %    | Sièges | +/– |
| ----- | --------------------- | --------- | ---- | ------ | --- |
|       | PSC-CVP               | 1 581 236 | 30,9 | 35     | –9  |
|       | PSB-BSP               | 1 455 714 | 28,5 | 33     | +2  |
|       | PLP-PVV               | 1 073 860 | 21,0 | 22     | –1  |
|       | VU                    | 513 342   | 10,0 | 9      | +5  |
|       | PCB-KPB               | 184 903   | 3,5  | 2      | –1  |
|       | FDF-RW-PDLP           | 293 433   | 5,7  | 5      | +4  |
|       | Autres partis         | 9 330     | 0,2  | 0      | 0   |
|       | Blancs et non valides | 341 784   | –    | –      | –   |
| Total | Total                 | 5 553 197 | 100  | 106    | 0   |

Source: Nohlen & Stöver